# Barmkin

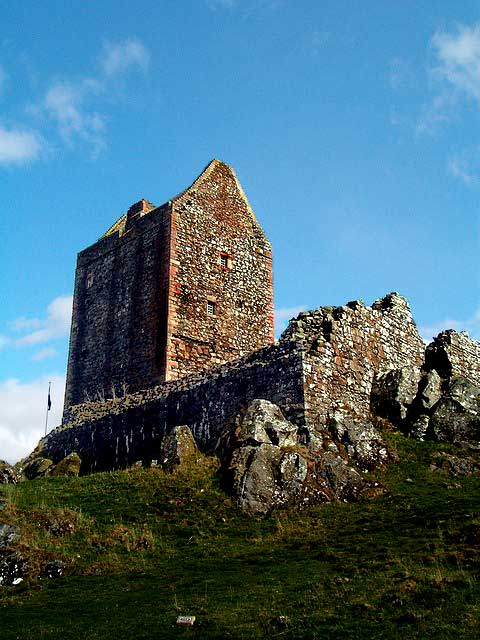
Torre di Smailholm, con le mura barmkin davanti.

Barmkin, scritto anche barmekin o barnekin, in Scozzese è un termine che indica una struttura difensiva di epoca medievale o successiva. Si trova solitamente attorno a piccoli castelli o casatorri in Scozia e in Inghilterra settentrionale. È stato ipotizzato che etimologicamente il termine possa essere una deformazione di "barbacane" (barbican in lingua inglese). Il barmkin potrebbe aver contenuto gli edifici accessori, e potrebbe essere stato usato per proteggere gli animali da allevamento durante le razzie. 
Tra i possibili esemplari di barmkin si possono elencare il castello di Halton, la torre di Smailholm e il castello di Crichton. 

## Esempi
Il "Barmekin di Echt", nei pressi del villaggio di Echt, nell'Aberdeenshire, è una collina fortificata composta da cinque muri difensivi circolari in pietra sulla cima di una collina.

## Galleria d'immagini

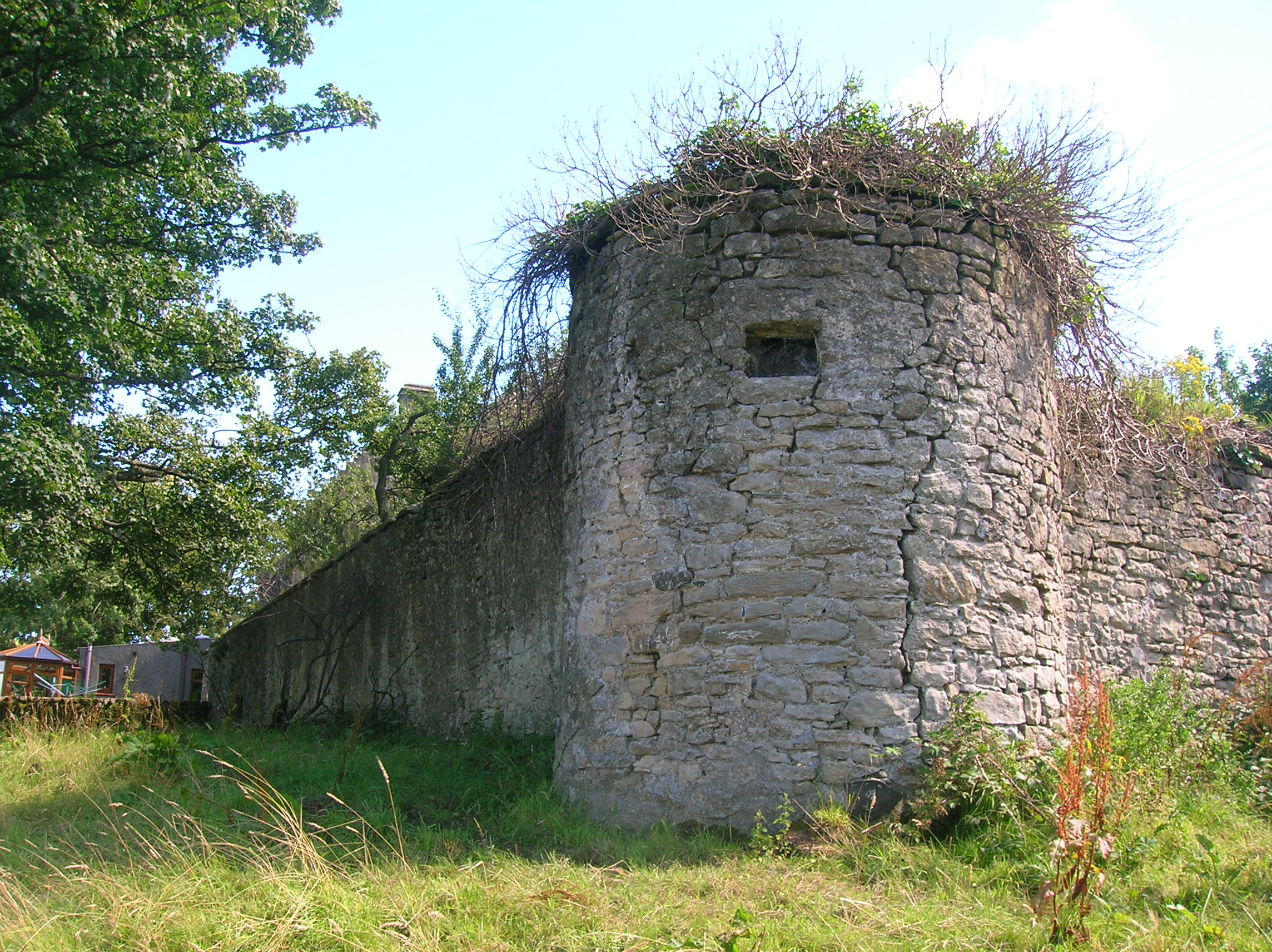
Mura e torre barmkin a Kersland Castle, Dalry, North Ayrshire, Scozia
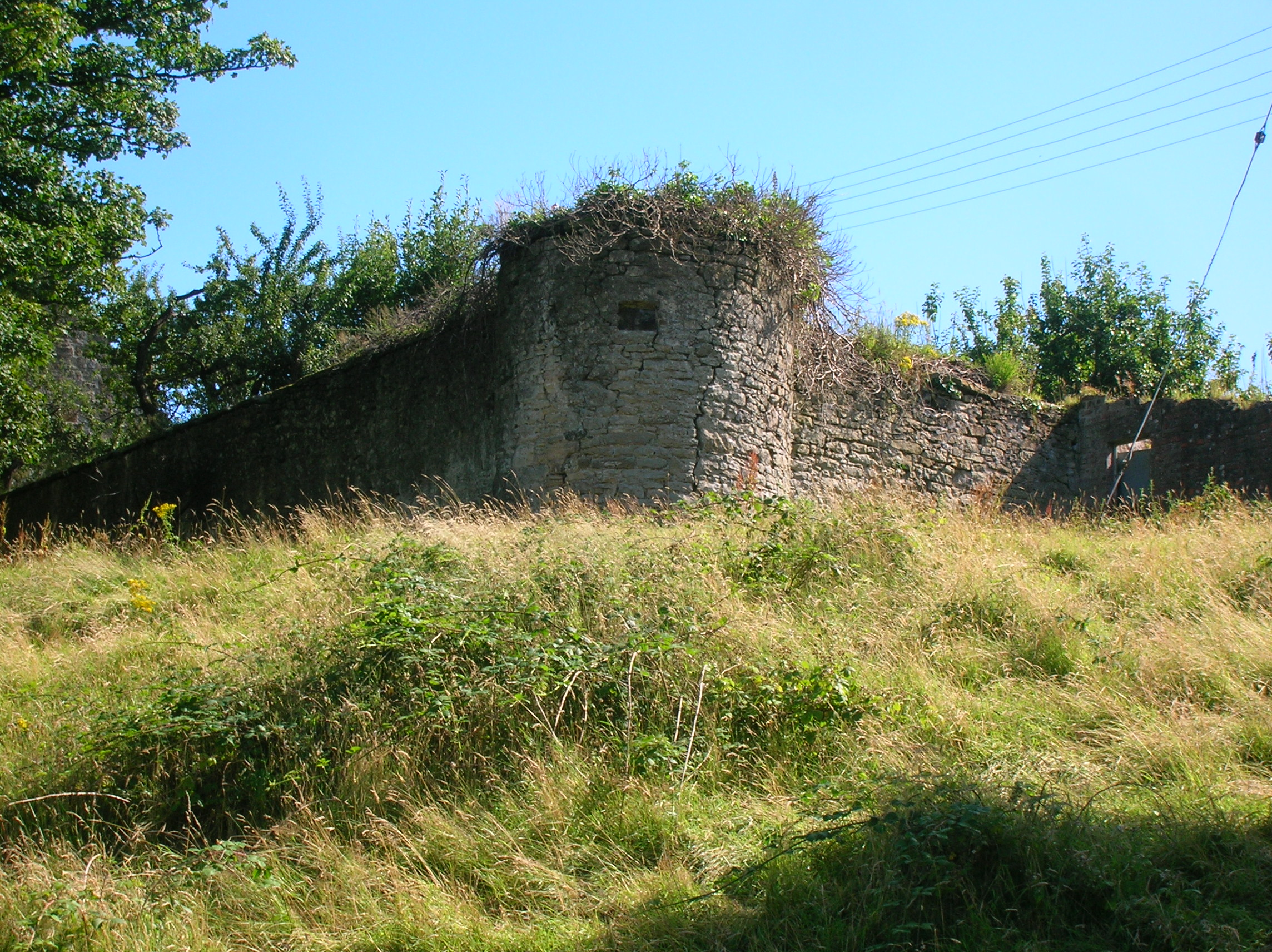
Mura e torre barmkin a Kersland Castle, Dalry, North Ayrshire, Scozia
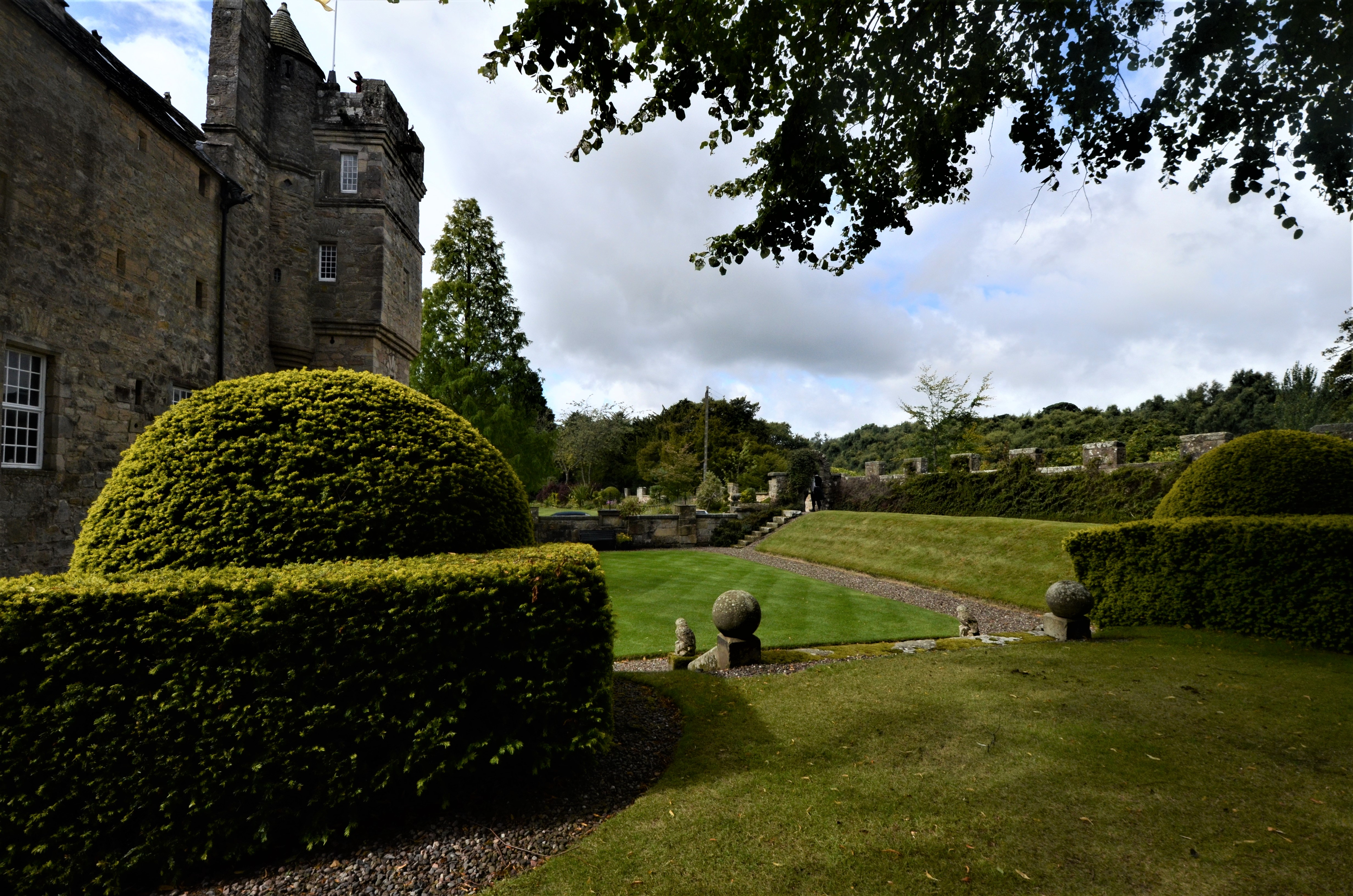
Esempio di muro barmkin a Fordell Castell (lato nord)
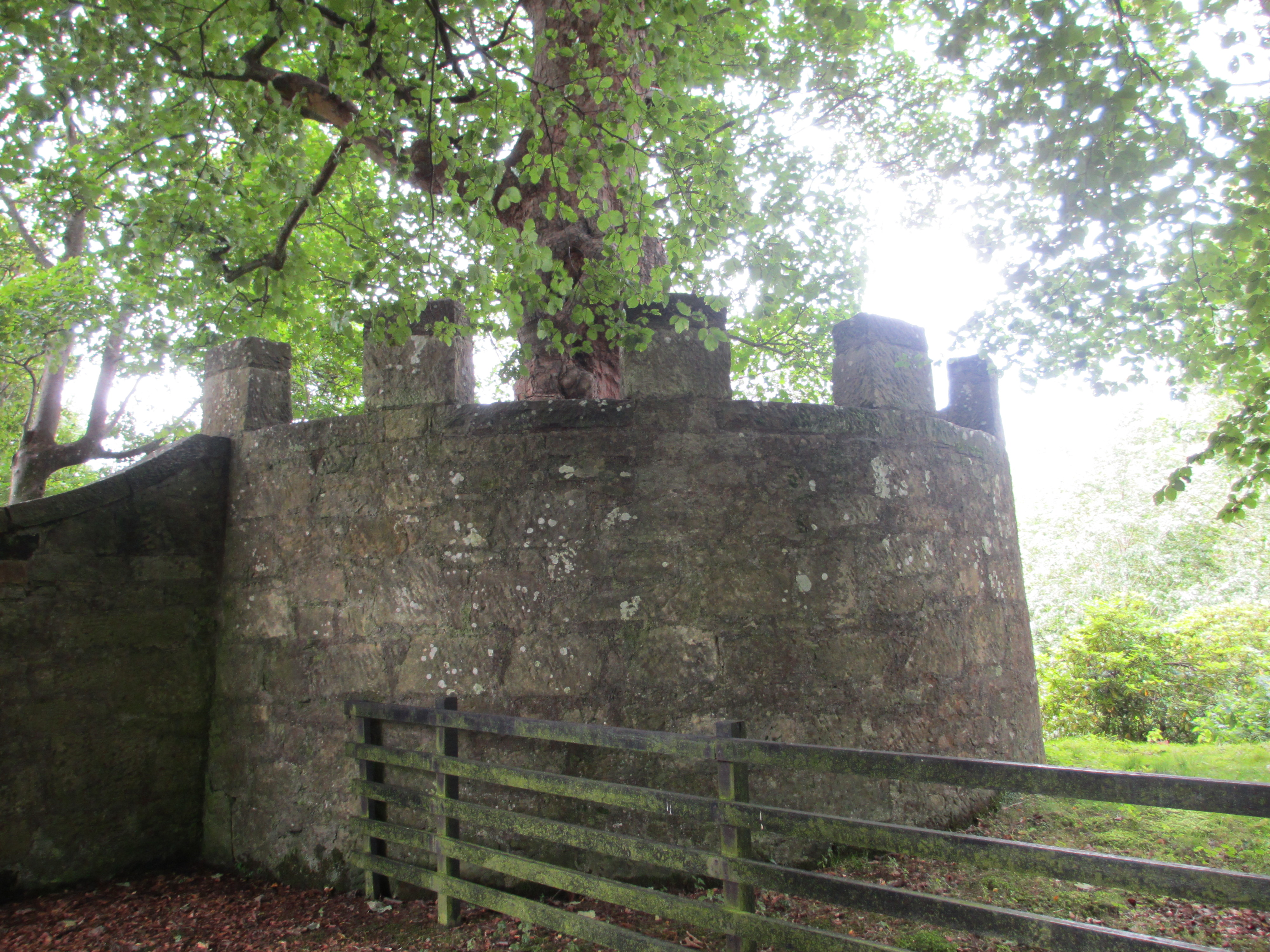
Esempio di bastioni nel muro barmkin a Fordell Castell
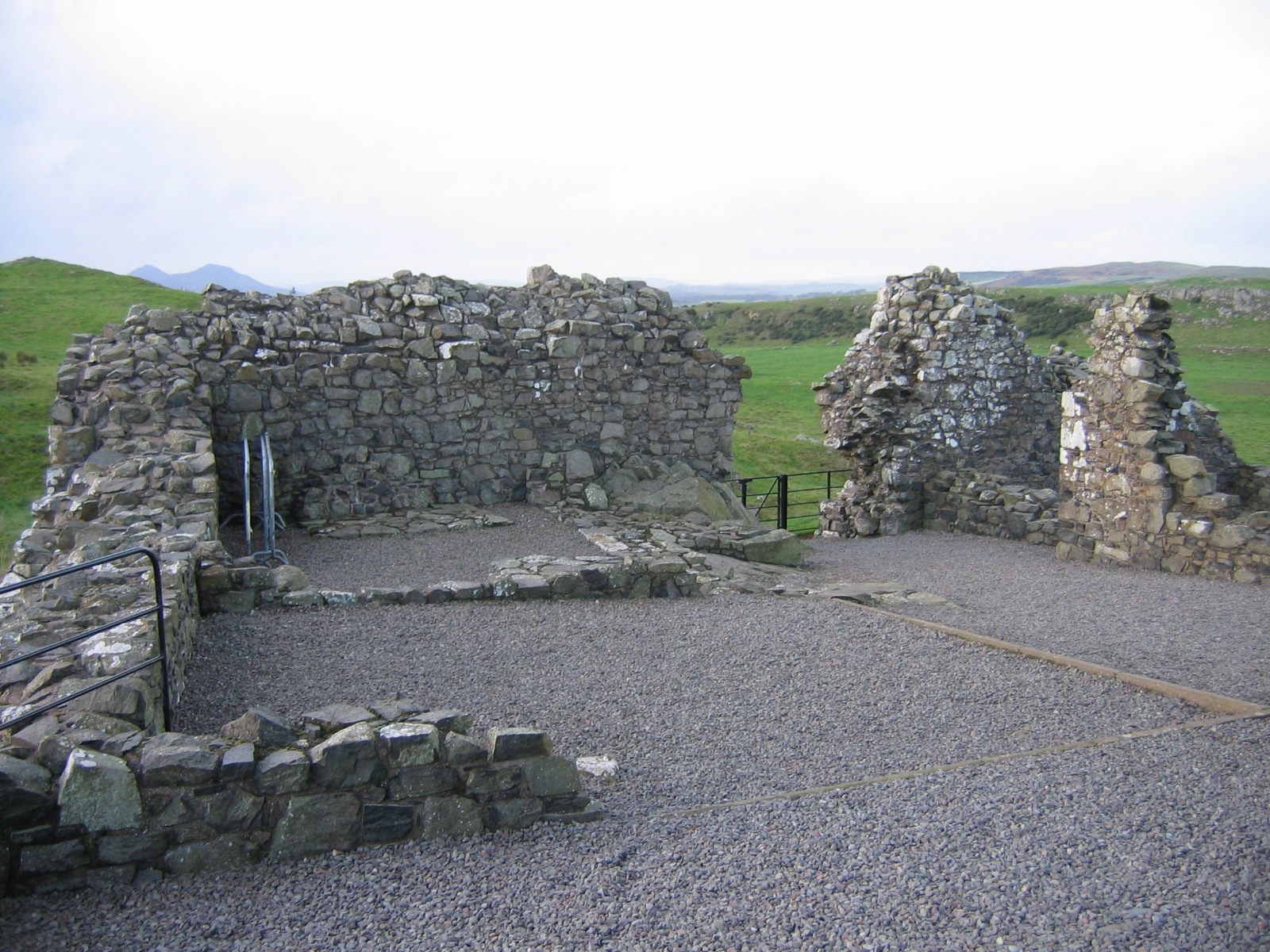
Vista dall'interno di Smailholm